# 어진영
어진영(일본어: 御真影 고신에이[*])는 일본에서 천황과 황후의 사진 또는 초상화를 높여 부르던 말이다. 어사진(일본어: 御写真 고샤신[*])이라고도 한다. 메이지 시대 이후 궁내성에서 각 학교에 배급되어 봉안전에 교육에 관한 칙어와 함께 보관되었다. 새해 첫날, 기원절, 천황탄신일, 메이지 천황탄신일(일본어: 明治節 메이지세쓰[*])마다 강당 정면에 내걸어 어린이, 학생, 직원 일동이 큰절(일본어: 遙拝 요하이[*])했다. 정부에서 어진영을 걸도록 강요한 것은 아니며 대부분 각 학교의 청원에 따라 어진영 배급이 이루어지는데, 정부에서 "우수한 학교"로 판단한 곳에만 어진영이 배급되었다.
이러한 어진영은 귀했기 때문에 신중한 취급이 이루어졌으며, 화재로 어진영이 소실되면 봉안되어 있던 학교의 교장이 자결하는 경우가 생기자 안전을 위해 학교가 아닌 각 마을의 사무소에서 보관하는 예도 있었다.

## 역사
어진영을 배급하기 시작한 시기는 1874년 이후지만 당시에는 강당 등에 걸려져 있었다. 1891년 교육칙어와 함께 귀중히 봉안하도록 규정된 이후에는 정중한 취급을 받게 되었다. 1920년대부터는 도장(일본어: 土蔵 도조[*])이나 봉안전에 보관되는 경우가 많아졌다.
제2차 세계 대전에서 일본이 패배한 이후, 1945년 9월 27일 쇼와 천황이 미국 대사관의 더글러스 맥아더를 방문했을 때 미국 육군의 사진반이 쇼와 천황과 맥아더를 나란히 찍었는데, 이 사진은 9월 29일 일본의 여러 조간 신문의 지면을 장식하였다. 쇼와 천황이 맥아더 옆에 직립부동 자세로 찍힌 사진이 일반 신문에 실린 것은 그 때까지 천황을 "현인신"(現人神)으로 존경하며 비판하는 것을 꿈도 꾸지 못했던 일본 국민들에게 큰 충격을 주었다.
전쟁 이후 천황의 사진이나 영상이 텔레비전 또는 신문 등 대중 매체를 통해 자주 쓰였지만 전쟁 전까지만 해도 신문에 사진이 실리는 일은 매우 적었다. 1950년대까지 일본의 신문들은 재활용지를 사용했기 때문에 천황의 사진을 실으려는 신문이 재활용지를 사용한다는 것은 무례한 일로 취급되어 왔다.
제2차 세계 대전 패배 이후 어진영은 회수되기 시작하였는데, 새로운 어진영으로 바꾼다는 조건 하에 회수되었다. 그러나 그 이후 새로운 어진영이 내려온 학교는 1952년 아키타현의 사립 게이아이 학원 고등학교(지금의 고쿠가쿠칸 고등학교, 国学館高等学校)뿐이다.

## 같이 보기
- 교육에 관한 칙어
- 궁성요배
- 어진
- 호안덴(봉안전)